# Селіванов Володимир Вікторович
Володимир Вікторович Селіванов (18 грудня 1955, Одеса, УРСР, СРСР — 1 січня 1995, Грозний, Росія) — полковник ВДВ СРСР і ВДВ Росії, ветеран Афганської війни.

## Біографія

### Початок служби
Уродженець Одеси. Закінчив Рязанське вище повітряно-десантне командне Червонопрапорне училище. Займався східними єдиноборствами та легкою атлетикою, мав перший розряд із парашутного спорту, був кандидатом у майстри спорту з військового триборства. Грав на баяні та на гітарі, був нумізматом. Командував взводом 229-го гвардійського парашутно-десантного полку (98-та гвардійська повітряно-десантна дивізія), на першому році служби вивів свій взвод у найкращі. Командуванням високо цінувався як офіцер, який умів виявляти ініціативу, діяти у складній обстановці, керувати підрозділом у різних видах бою та поважати людську гідність.

### Афганістан та Чечня
З листопада 1983 по грудень 1985 — учасник Афганської війни. Командир парашутно-десантної роти, потім начальник розвідки 357-го гвардійського парашутно-десантного полку 103 гвардійської повітряно-десантної дивізії. Воював у провінції Джелалабад, на чолі розвідзагону дивізії вступив у бій проти угруповання душманів чисельністю до 800 осіб, загоном знищено 100 осіб, захоплено близько 60 реактивних снарядів класу «земля — земля», 100 хв різних марок, два 82 мм міномета з 60 снарядами до них, 7 кулеметів ДШК та 30 одиниць стрілецької зброї. Також воював у провінції Ніжраб, де командував парашутно-десантною ротою, яка забезпечувала десантування основних сил 357-го десантного полку. Брав участь у бою проти загону зі 150 душманів: знищено 80 супротивників, захоплено 2 кулемети ДШК та 3 установки ЗГУ, два 82-мм міномети, до 50 одиниць стрілецької зброї та 13 осіб полоненими.
Загалом Володимир Селіванов брав участь у 32 бойових операціях та 25 реалізаціях зі знищення бандформувань. Двічі кавалер ордена Червоної Зірки (квітень 1985 та вересень 1985). У серпні 1985 року представлений до звання Героя Радянського Союзу, але не отримав його — замість нього нагороджений орденом Червоного Прапора. У 1991 році друге клопотання про подання Селіванова до звання Героя Радянського Союзу залишилося без відповіді. На початку Першої чеченської війни полковник Селіванов був начальником групи інформації розвідвідділу 45-го гвардійського десантного полку і числився при Управлінні Командувача ВДВ Росії.
14 грудня 1994 Селіванов відправився з групою військ у Моздок. Він залишив начальнику штабу Східного угруповання військ полковнику Юрію Горському інформацію, що проти його угруповання діє не 200—300, а цілих 2 тисячі чеченських бойовиків, керованих єдиним командуванням, та безліч дрібних загонів. Незадовго до початку наступу на Грозний безслідно пропала офіцерська група 45-го полку спеціального призначення ВДВ, і Селіванов безуспішно намагався з'ясувати її місцезнаходження. На думку англійської журналістки Карлотти Голл, опублікованій трьома роками пізніше, група 45 полку була перебита чеченцями в боях за Президентський палац.

### Загибель
Уранці 31 грудня 1994 року під час «новорічного штурму» Грозного прибув зі східного напрямку до обложеного міста в одному з БТР у складі колони бронетехніки. Оперативна група Селіванова координувала взаємодію зведеного полку 104-ї гвардійської дивізії ВДВ з іншими силами військ. У ніч з 31 грудня 1994 на 1 січня 1995 колона Східного угруповання російських військ потрапила під шквальний вогонь чеченських терористів, які здійснювали обстріл з реактивних установок «Град».
На світанку Селіванов наказав винести поранених бійців із зони бойових дій, проте при спробі допомогти пораненому було вбито пострілом чеченського снайпера: куля увійшла під лопатку і досягла серця. За іншою версією, що висувається Андрієм Антиповим, Селіванов загинув під час нальоту авіації Східного угруповання, яке командування повідомило помилкові координати місцезнаходження бойовиків. Зенітники ж після нальоту безуспішно намагалися збити літаки. Незадовго до штурму Грозного Селіванов передав свій бронежилет одному з молодих солдатів роти розвідки. У тому ж бою загинули два товариші полковника Селіванова — Є. П. Алексєєнко і М. П. Фроландін.
Прощання та похорон пройшли в Москві, могила Селіванова міститься на Хованському цвинтарі. Попрощатися з полковником прийшли його товариші по службі, рідні та близькі. Полковник Селіванов був посмертно представлений до нагородження званням Героя Російської Федерації, але був нагороджений лише Орденом Мужності. 8 серпня 2001 року у військовому містечку відкрито пам'ятник загиблим солдатам 45-го десантного полку, де перераховані імена 41 солдата, які загинули на той момент у збройних конфліктах — у тому числі ім'я Селіванова.
Батько Віктор Степанович, майор запасу, учасник Німецько-радянської війни, служив у розвідці. Дружина — Ольга Олександрівна; дочка — Оксана; старший брат — Валерій. У серпні 1994 Володимир Селіванов вперше отримав власну квартиру.